# Max Pacioretty
Maximillian Kolenda „Max“ Pacioretty (* 20. November 1988 in New Canaan, Connecticut) ist ein US-amerikanischer Eishockeyspieler. Der linke Flügelstürmer steht seit Oktober 2024 bei den Toronto Maple Leafs in der National Hockey League unter Vertrag. Zuvor verbrachte er zehn Jahre bei den Canadiens de Montréal, die er zudem drei Jahre als Kapitän anführte, und spielte anschließend vier Saisons bei den Vegas Golden Knights sowie je eine Saison bei den Carolina Hurricanes und den Washington Capitals.

## Karriere

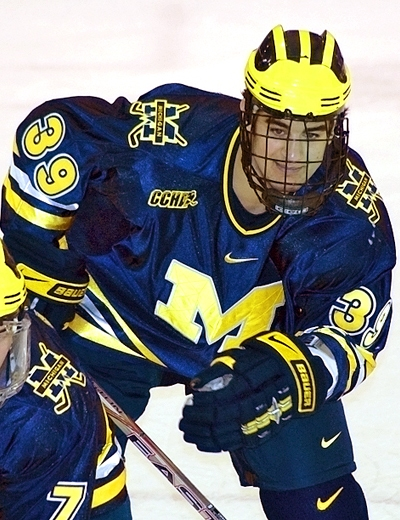
Pacioretty im Trikot der University of Michigan

Max Pacioretty begann seine Karriere als Eishockeyspieler bei den Sioux City Musketeers, für die er in der Saison 2006/07 in der United States Hockey League aktiv war. Anschließend wurde er im NHL Entry Draft 2007 in der ersten Runde als insgesamt 22. Spieler von den Canadiens de Montréal ausgewählt. Zunächst verbrachte der Angreifer jedoch eine Spielzeit bei der Mannschaft der University of Michigan, ehe er in der Saison 2008/09 sein Debüt in der National Hockey League für die Canadiens gab. Für diese erzielte er in 34 Spielen insgesamt elf Scorerpunkte, darunter drei Tore. Zudem stand der US-Amerikaner in 37 Spielen für das Farmteam der Canadiens aus der American Hockey League, die Hamilton Bulldogs, auf dem Eis. Dort steuerte er 29 Scorerpunkte, darunter sechs Tore, bei. Pacioretty wurde am 8. März 2011 durch einen Check von Zdeno Chára gegen einen sogenannten Turnbuckle schwer verletzt. Er zog sich einen Bruch des vierten Halswirbels zu. Pacioretty feierte zum Beginn der Saison 2011/12 erfolgreich sein Comeback.
Für die Dauer des NHL-Lockouts in der Saison 2012/13 wurde der Stürmer im September 2012 vom Schweizer Club HC Ambrì-Piotta verpflichtet. Am 16. Oktober 2012 verließ Pacioretty den Verein aufgrund einer Ellenbogenverletzung.
In der Saison 2014/15 gewann er gemeinsam mit Nikita Kutscherow von den Tampa Bay Lightning den jedoch nicht offiziell vergebenen NHL Plus/Minus Award. In der folgenden off-season wählten ihn seine Teamkameraden zum dritten US-amerikanischen Mannschaftskapitän der Franchise-Geschichte.
Nach insgesamt zehn Jahren in der Organisation der Canadiens wurde Pacioretty im September 2018 nach bereits länger bestehenden Wechselgerüchten an die Vegas Golden Knights abgegeben. Im Gegenzug wechselten Tomáš Tatar, Nick Suzuki und ein Zweitrunden-Wahlrecht für den NHL Entry Draft 2019 nach Montréal. Anschließend unterzeichnete der US-Amerikaner einen neuen Vierjahresvertrag in Vegas, der ihm mit Beginn der Saison 2019/20 ein durchschnittliches Jahresgehalt von sieben Millionen US-Dollar einbringen soll. In der Spielzeit 2020/21 verzeichnete er mit 51 Punkten aus 48 Partien erstmals einen Punkteschnitt von über 1,0 pro Spiel.
Im Juli 2022 allerdings wurde Pacioretty samt Dylan Coghlan an die Carolina Hurricanes abgegeben, wofür die Golden Knights aufgrund seines hohen Gehaltes mit Hinblick auf den Salary Cap keine konkrete Gegenleistung erhielten (future considerations). Von der folgenden Saison 2022/23 verpasste er dann einen Großteil aufgrund eines Risses der Achillessehne, ehe er im Juli 2023 als Free Agent zu den Washington Capitals wechselte. Dort wurde sein Vertrag nach der Saison 2023/24 nicht verlängert, sodass er sich im Oktober 2024, abermals als Free Agent, den Toronto Maple Leafs anschloss.

### International
Für die USA nahm Pacioretty an der U20-Junioren-Weltmeisterschaft 2008 teil, mit der er den vierten Platz belegte. Der Stürmer blieb dabei in sechs Spielen ohne Scorerpunkt. Zudem war er Teil der US-amerikanischen Auswahl bei den Olympischen Winterspielen 2014 und beim World Cup of Hockey 2016.

## Erfolge und Auszeichnungen
| - 2007 USHL Rookie of the Year - 2007 USHL All-Rookie Team - 2007 Teilnahme am USHL All-Star Game - 2008 Mason-Cup-Gewinn mit der University of Michigan - 2008 CCHA Rookie of the Year | - 2008 CCHA All-Rookie Team - 2011 Teilnahme am AHL All-Star Classic - 2012 Bill Masterton Memorial Trophy - 2015 NHL Plus/Minus Award (gemeinsam mit Nikita Kutscherow, nicht offiziell vergeben) - 2020 Teilnahme am NHL All-Star Game |

## Karrierestatistik
Stand: Ende der Saison 2024/25

### International
Vertrat die USA bei:
- U20-Junioren-Weltmeisterschaft 2008
- Weltmeisterschaft 2012
- Olympischen Winterspielen 2014
- World Cup of Hockey 2016

(Legende zur Spielerstatistik: Sp oder GP = absolvierte Spiele; T oder G = erzielte Tore; V oder A = erzielte Assists; Pkt oder Pts = erzielte Scorerpunkte; SM oder PIM = erhaltene Strafminuten; +/− = Plus/Minus-Bilanz; PP = erzielte Überzahltore; SH = erzielte Unterzahltore; GW = erzielte Siegtore; 1 Play-downs/Relegation; Kursiv: Statistik nicht vollständig)